# Nieznawuj
Nieznawuj – staropolskie imię męskie, składające się z członów nie zna wuj, czyli "nie zna wuja".